# Esenyalı (Pendik)
Esenyalı est un quartier du district de Pendik de la métropole d'Istanbul.